# 伊吹號巡洋戰艦
伊吹（いぶき）是大日本帝國海軍鞍馬級巡洋戰艦的二號艦，建於1907年5月22日；其艦名得名自坐落於岐阜縣與滋賀縣之間的伊吹山。1912年8月28日，該艦與其姊妹艦鞍馬號一同被改列為戰鬥巡洋艦。 

## 設計與建造
伊吹號巡洋戰艦所使用的蒸氣渦輪引擎因為存有瑕疵，因此該艦的建造進度亦隨之被延遲；該艦比其姊妹艦鞍馬號晚了約兩年才開始動工。伊吹號於1907年5月22日在吳市海軍工廠鋪設龍骨，於同年10月21日下水，並於11月11日入役。

## 服役歷史
在服役後不久，伊吹號巡洋戰艦即於1911年6月25日前往泰國參加泰王拉瑪六世的加冕儀式。第一次世界大戰期間，伊吹號負責搜索在印度洋地區活動的德意志帝國海軍埃姆登號輕巡洋艦。1914年11月間，伊吹號與英國皇家海軍防護巡洋艦皮拉默斯號與彌諾陶洛斯號一同護送11艘載滿紐西蘭遠征軍的運輸艦前往澳洲西部城市奧班尼。隨後，伊吹號與澳洲皇家海軍雪梨號輕型巡洋艦一同護送包含20,000名步兵與7,500匹馬匹的澳新軍團橫渡印度洋，前往歐洲戰場。
當護衛船團在科科斯群島附近遭遇德意志帝國海軍所屬的埃姆登號輕巡洋艦時，雪梨號輕巡洋艦隨即與之展開周旋，並爆發了科科斯海戰；此時的伊吹號巡洋戰艦成為澳新軍團唯一的護衛力量。時任伊吹號巡洋艦艦長的加藤寬治（かとう ひろはる）大佐認為與埃姆登號交戰是一種榮譽，因此亦希望參與戰事，但高層命其跟隨並繼續護衛船團。當大日本帝國海軍的艦艇於隔年訪問澳洲時，澳洲皇家海軍稱加藤寬治大佐當日的行為展現了「伊吹號的武士道精神」。

## 命運
戰後，伊吹號巡洋戰艦被《華盛頓海軍條約》納入規範對象，並因此於1923年9月20日被出售並拆解。其主砲被保留下來，並被沿著位於北海道函館市的津輕海峽設置，以作為岸防砲。

## 歷任艦長
※資料根據『日本海軍史』第9卷・第10卷「將官履歷」。
- 秀島七三郎 大佐：1909年4月1日～1910年12月1日
- 秋山真之 大佐：1910年12月1日～1911年3月11日
- 関野謙吉 大佐：1911年3月11日～1912年3月1日
- 伏見宮博恭王 大佐：1912年3月1日～12月1日
- 小林恵吉郎 大佐：1912年12月1日～1913年10月14日
- （兼任）奥田貞吉 大佐：1913年10月14日～11月12日
- 竹内次郎 大佐：1913年11月12日～1914年5月6日
- 加藤寛治 大佐：1914年5月6日～1915年2月1日
- 川原袈裟太郎 大佐：1915年5月1日～12月13日
- 中川繁丑 大佐：1915年12月13日～1916年12月1日
- 大内田盛繁 大佐：1916年12月1日～1917年12月1日
- 小松直幹 大佐：1917年12月1日～1918年9月10日
- 森本義寛 大佐：1918年9月10日～11月10日
- 海老原啓一 大佐：1918年11月10日～1920年11月20日
- 福田一郎 大佐：1920年11月20日～1922年6月10日
- 山名寛一郎 大佐：1922年6月10日[2]～1922年11月10日[3]
- 松平保男 大佐：1922年11月10日～1923年9月1日

## 註記
1. 1 2  O'Brien, pp.
2. ↑  『官報』第2957号、大正11年6月12日。
3. ↑  『官報』第3085号、大正11年11月11日。